# عادل لمرابط
عادل لمرابطمن مواليد 9 يناير 1979 بمدينة تطوان، هو لاعب كرة قدم مغربي يشغل مركز وسط ميدان، يمارس حاليا ضمن فريق اتحاد سيدي قاسم.

## روابط خارجية
- معلومات عادل لمرابط على موقع كووورة